# Valdobbiadene
Valdobbiadene är en ort och kommun i provinsen Treviso i regionen Veneto i Italien. Kommunen hade 10 271 invånare (2018).